# Maha Sarakham (stad)
Maha Sarakham (Thais: มหาสารคาม , ook wel Mahasarakam) is een stad in Noordoost-Thailand. Maha Sarakham is hoofdstad van de provincie Maha Sarakham en het district Maha Sarakham. De stad telde in 2000 bij de volkstelling 51.881 inwoners.